# Raymond Herrera
Raymond Herrera (Los Angeles, 18 dicembre 1972) è un batterista statunitense di genere heavy metal.

## Biografia
Nasce a Los Angeles, in California, da una famiglia di origini messicane.
Da ragazzo rimane talmente affascinato dallo stile di Dave Lombardo e di Gene Hoglan (tuttora le sue massime fonti di ispirazione) che decide di farsi comprare dai genitori una batteria, iniziando così la pratica all'età di 15 anni.
Ascolta molto metal estremo e sviluppa tecnica e velocità con la doppia cassa ascoltando i dischi di Slayer, Possessed, Morbid Angel, Carcass e Napalm Death. Crescendo, Raymond arricchisce il suo bagaglio musicale ascoltando altri generi, dal reggae/rock dei Police al synth rock dei Depeche Mode.
Agli inizi degli anni novanta fonda i Fear Factory assieme al chitarrista Dino Cazares. Il suo stile batteristico è caratterizzato da complesse diteggiature eseguite con la doppia cassa, caratterizzate perlopiù da colpi raddoppiati e da flam. Herrera ha preso spunto da batteristi come Gene Hoglan, Vinnie Paul e Deen Castronovo e i suoi groove hanno reso la musica dei Fear Factory molto originale e complessa.
Raymond è anche noto per il suo impiego di trigger, caratteristica che ha comunque portato qualche critica nei suoi confronti, in quanto contestato di "truccare" la sua abilità batteristica.
I suoi groove eseguiti in brani come Self Bias Resistor, Zero Signal, Slave Labor, Leechmaster, Shock sono una palese dimostrazione della sua bravura ed è definito da molte riviste musicali uno dei migliori batteristi in campo metal.
Oltre all'attività musicale, Raymond coltiva la passione per i videogame e ciò lo ha indotto a fondare la 3volution Productions, un'azienda che produce canzoni, effetti sonori e dialoghi per software di gioco.
Il batterista ha anche creato progetti paralleli ai Fear Factory quali Brujeria e Arkaea.

## Discografia

### Con i Fear Factory
- 1992 - Soul of a New Machine
- 1995 - Demanufacture
- 1998 - Obsolete
- 2001 - Digimortal
- 2002 - Concrete
- 2003 - Hatefiles
- 2004 - Archetype
- 2005 - Transgression

### Con i Brujeria
- 1992 - Matando Güeros
- 1996 - Raza Odiada
- 2003 - Best of Brujeria

### Altri
- 1994 - Phobia - Return to Desolation
- 2002 - Asesino - Corridos de muerte
- 2009 - Arkaea - Years In The Darkness

### Collaborazioni
- 1994 - Artisti Vari - Sounds of Ordinary Madness (batteria nel brano Live And Improvised Tracks - Melbourne '93 degli Hate Factory)
- 2002 - Nonphixion - The Future is Now (batteria nel brano The C.I.A. Is Still Trying To Kill Me)
- 2007 - Artisti Vari - Welcome 2 Venice (batteria nel brano Earshot Away degli LA's Infidels)

### Colonne sonore
- 2004 - Mischief Invasion Soundtrack (presente con i brani Cruise e Flight con Tokihide Masuyama)